# Nurri
Nurri (sardinsky: Nurri) je italská obec (comune) v provincii Sud Sardegna v regionu Sardinie. Nachází se ve výšce 612 metrů nad mořem a má přibližně 2 000 obyvatel. Rozloha obce je 73,67 km².